# Comuna Troiițke, Pavlohrad
Troiițke (în ucraineană Троїцьке) este o comună în raionul Pavlohrad, regiunea Dnipropetrovsk, Ucraina, formată din satele Levadkî, Troiițke (reședința) și Verbove.

## Demografie
Componența lingvistică a satului Troiițke
     Ucraineană (94,55%)
     Rusă (3,69%)
     Alte limbi (0,28%)
Conform recensământului din 2001, majoritatea populației satului Troiițke era vorbitoare de ucraineană (94,55%), existând în minoritate și vorbitori de rusă (3,69%).